# Krameria lappacea
Krameria lappacea är en tvåhjärtbladig växtart som först beskrevs av Joseph Dombey, och fick sitt nu gällande namn av H.M. Burdet & B.B. Simpson. Krameria lappacea ingår i släktet Krameria och familjen Krameriaceae. Inga underarter finns listade i Catalogue of Life.